# Château de Branzac
Pour les articles homonymes, voir Bransac.
Le château de Branzac est un château du XVe siècle, remanié à la Renaissance, aujourd'hui en ruines, qui se dresse dans l'ancienne commune de Loupiac fusionné depuis 1972 à Pleaux, dans le Cantal.
Le manoir fait l’objet d’un classement au titre des monuments historiques par arrêté du 8 août 1921.

## Situation
Sur la rive droite de la Maronne, le château de Branzac, ou Varanzac, Vranzac, construit au milieu du XVe siècle, en surplombe la vallée.

## Descriptions

### Extérieurs
Il comporte deux grosses tours rondes et un corps de logis rectangulaire Renaissance avec des fenêtres à meneaux et une tourelle d'escalier polygonale.
L'ensemble est entouré d'une enceinte flanquée de tours pour le protéger du côté plateau, l'autre côté étant plus difficile d'accès à cause des pentes abruptes de la Maronne.
Alors qu'il était voué à la disparition, un nouvel acquéreur a entrepris de dégager et de consolider ses ruines.

### Intérieurs
Abandonné depuis un siècle, certaines de ses cheminées ont été démontées pour être remontées dans d'autres châteaux comme Pesteils et  Conros.
Une de ses particularités les plus remarquables, est l'ensemble de fresques et de devises humanistes qu'avait fait réaliser Camile Caracciolo, des Princes de Melfi, une des filles d'honneur de Catherine de Médicis, alors comtesse d'Auvergne. En effet, Camille avait épousé à Paris en 1547 Claude de Pestels de Lévy, seigneur de Branzac et Polminhac :
- au-dessus de la porte d'entrée de la grande salle est peinte une Diane à pied tenant une lance de la main droite et appuyant la main gauche sur le bois d'un cerf ;
- à gauche de la porte se trouve un personnage portant sur son dos une hotte pleine de rats avec cette inscription Gardez-vous bien d'ung rapporteur ;
- en face, un Suisse, le casque en tête et la hallebarde à la main, lui défend l'entrée de la salle en ces termes Qui rit la mort, qui mesdite et rapporte-N'entre point céant, je lui défans la porte ;
- au plafond de l'embrasure, sur la première croisée, on remarque un astrologue à longue barbe, à figure noire, tenant un bouclier à la main. Autour de ce personnage on lit Ne te fide [....] n[....] as ignanto. (Ne te fie, tu ne seras trompé) ;
- plus bas, sont deux vers ; Ceste figure en bon sens signifie Que se [....] est traitr' en quy plus on se fie ;
- entre les deux croisées, le mur est couvert d'arabesques qui encadrent deux médaillons en grisaille représentant deux chevaliers armés de toutes pièces, la tête baissée, la lance en arrêt, combattant en champ clos ;
- à gauche de la cheminée, un docteur assis dans un fauteuil, ayant une longue barbe, vêtu d'une longue robe fourrée, coiffé d'une barrette noire, tient une plume à la main et écrit. Auprès est cette légende

« QUI SAPIENS EST JAM MORTEM ANTE OCULOS
CONSIDERAT, JAM SE MORTEM REPUTAT,
QUAM SE MORITURUM PRO CERTO SIAT.
1571. » ;
- à droite de la cheminée on voit un trophée d'armes savamment disposées.
- au-dessus de la seconde porte, se trouve un portrait en pied. Il est vêtu d'un pourpoint et d'un haut de chausses noir ; il porte par-dessus une robe courte, ouverte sur le devant et doublée d'écarlate. Sa main gauche est appuyée sur la garde de son épée; de la droite, il tient un gant ;
- au plafond de la croisée occidentale, c'est maintenant une jeune et jolie jeune femme que l'on voit, richement parée, vêtue d'une robe noire, coiffée d'un chapeau de feutre à haute forme et à bord étroit, et elle se regarde dans un miroir où se reflète une tête de mort. Au-dessous, on lit cette inscription Dames qui souvent vous mires, Dans ce miroir mirer vous faut, Et si boun sens ne vous deffault, Vostre beauté mesprisères; Dames qui souvent vous mires. ;
- les caissons du plafond sont tous peints d'arabesques, de cartouches, de dessins allégoriques avec des devises qui permettent de réfléchir, de s'amuser ou de discuter de presque tout ;
- la plus haute salle du château est ornée pareillement, mais de sujets plus aimables ;
- dans une embrasure un jeune homme en manteau court qui salue une jeune femme vêtue d'une robe trainante. Au bas, on lit cette devise

« MARIER LA FILHE EST AIMABLE
MAIS TOST APRÈS ELLE EST PIRE DIABLE. » ;
- dans cette même embrasure, se trouve un siège en pierre surmonté d'un dais gothique flamboyant dont les sculptures sont très délicates.

## Historique
Branzac était, avant 1789, le siège d'une viguerie ou justice seigneuriale régie par le droit coutumier et ressortissait à la sénéchaussée d'Auvergne, en appel du bailliage de Salers.

### Formes du nom
- Varanzac, en 1150[3] et en 1464 (terrier de Saint-Christophe)[4].
- Vranzac, en 1580 (terrier de Polminhac) et en 1610 (dans un aveu de Jehan de Pestels)[4].
- Vranzat, en 1627[4].
- Brenzac, 1687 ; Brensac, 1690 ; Bransac, 1736 (état civil)[4].

### Possesseurs successifs
- Après 1324, Aymeric III de Pestels acquiert les droits indivis de la châtellenie et de la viguerie de Branzac de Bertrand de Vigier, puis de Bertrand de Vigouroux. Par la suite, il hérita du surplus de la viguerie en vertu d'un testament de Philippie de Vigouroux, veuve de Hugues de Sérinhac. En outre, Bertrand de La Tour et Guy son fils lui vendront leurs droits moyennant 300 Florins d'or.
- En 1636, Jean VI de Tubière de Grimoard de Pestels de Caylus, (1637-1679) comte de Pestels, de Caylus, de Verfeils, seigneur de Fontanges, de Branzac, épouse Madeleine de Bourbon, fille d'Henri III de Bourbon (1577-1649), baron de Malause, et de Marie de Châlon.
- Le château et la seigneurie de Branzac sont acquis par la famille de Robert de Lignerac.
- En 1777, Paul d'Anglars de Bassignac (1718-1796), seigneur de Bassignac, Pestels, Fontanges, capitaine d'infanterie au Royal-Roussillon, puis lieutenant des Maréchaux de France au département d'Aurillac, achète Branzac à Achille Robert de Lignerac. Vers la même époque, Pierre-André Beynaguet (1744-1804), devient fermier (régisseur) de la baronnie de Branzac.
- En 1833, Barthélémy d'Anglars, seigneur de Bassignac, fils du précédent, officier, ancien président de l'assemblée provinciale à Mauriac, vend le château et le  domaine de Branzac à Jean Servet, de Saint-Santin-Cantalès.

## Visite
Le château ne se visite pas car il présente des dangers d'éboulements et de fondrières.